# Daniel Massiou
Daniel Massiou (30 décembre 1800, Rochefort - 7 novembre 1854, La Rochelle) est un magistrat et historien français.

## Biographie
Après avoir étudié le droit à l'université de Poitiers, il fait ses débuts dans la magistrature à Rochefort. Après les Trois Glorieuses, il est nommé procureur aux Sables-d'Olonne. En 1835, il entre comme juge d'instruction au Tribunal civil de La Rochelle, avant d'en devenir président en juillet 1842.
Entre 1836 et 1840, il publie son œuvre majeure : Histoire de la Saintonge et de l’Aunis en six volumes.
Le 18 juin 1841, il participe chez Gaston Romieux à une réunion qui donne lieu à la constitution de la Société des amis des arts de La Rochelle, dont Massiou est le premier président. La société sera à l'origine du Musée des Beaux-Arts de La Rochelle.
Il meurt le 7 novembre 1854 à La Rochelle. Il laisse derrière lui un fils qui porte le même prénom que lui et exerce la profession de capitaine de vaisseau, mort à Pau dans la nuit du 28 au 29 janvier 1880.

## Postérité
En juillet 1885, le conseil municipal de La Rochelle décide de nommer une rue en son nom. Une rue de Saintes porte aussi son nom depuis les années 1920.